# Emmanuel d’Alzon

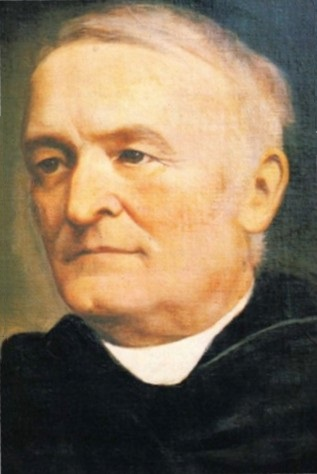
Der ehrwürdige Diener Gottes P. Emmanuel d’Alzon

Emmanuel-Joseph-Marie-Maurice Daudé d’Alzon AA (* 30. August 1810 in Le Vigan, Département Gard; † 21. November 1880 in Nîmes) war ein französischer Ordenspriester der Assumptionisten, Publizist und Ordensgründer. Im Rahmen des Seligsprechungsprozesses erhob ihn Papst Johannes Paul II. 1991 zum ehrwürdigen Diener Gottes.

## Leben

### Werdegang und Studium
Emmanuel d’Alzon entstammte einem Adelsgeschlecht aus den Cevennen im französischen Zentralmassiv; er war das älteste von vier Kindern. Nach einer privaten Grundschulausbildung auf dem Familienschloss in Lavagnac in Département Hérault besuchte er von 1823 bis 1828 die weiterführenden Schulen Lycée Louis-le-Grand und Collège Stanislas, beide in Paris, wo er auch den katholischen Priester, Philosophen und Politaktivisten Félicité de Lamennais kennenlernte. 1828 begann er ein Jus-Studium, das er aber nicht weiterführte aufgrund seiner Begegnungen mit dem Dominikaner Jean Baptiste Henri Lacordaire, dem katholischen Theologen und Gründer von La Revue catholique Olympe-Philippe Gerbet, dem Historiker und Politiker Charles de Montalembert und anderen.

### Wirken als Priester
1832 trat er in das Priesterseminar von Montpellier ein; 1835 wechselte er zum weiteren Theologiestudium nach Rom. Am 26. Dezember 1834 empfing er die Priesterweihe. D’Alzon war zunächst Priester in Nîmes und wurde 1839 Generalvikar im Bistum Nîmes. 1845 gründete er mit Hilfe von Marie-Eugénie de Jésus die Ordensgemeinschaft der Assumptionisten, einer Kongregation für Männer (darunter Étienne Pernet). 1862 traf er Papst Pius IX. und stellte ihm seine Ordensgemeinschaft vor. 1865 gründete er die Oblatinnen der Aufnahme Mariens und 1896 die Kongregation der Assumptionistinnen.
1880 gründete d’Alzon im Zusammenwirken mit Vincent de Paul Bailly das Maison de la Bonne Presse („Haus der guten Presse“) und die bis heute erscheinende katholische Tageszeitung La Croix, die in den ersten Jahrzehnten großen gesellschaftlichen Einfluss hatte.